# La Independencia, Veracruz
La Independencia är en ort i Mexiko.   Den ligger i kommunen Coxquihui och delstaten Veracruz, i den sydöstra delen av landet, 190 km nordost om huvudstaden Mexico City. La Independencia ligger 242 meter över havet och antalet invånare är 400.
Terrängen runt La Independencia är platt åt nordost, men åt sydväst är den kuperad. Runt La Independencia är det ganska tätbefolkat, med 72 invånare per kvadratkilometer. Närmaste större samhälle är Olintla, 17,5 km sydväst om La Independencia. Omgivningarna runt La Independencia är en mosaik av jordbruksmark och naturlig växtlighet.